# Statue des Coumans

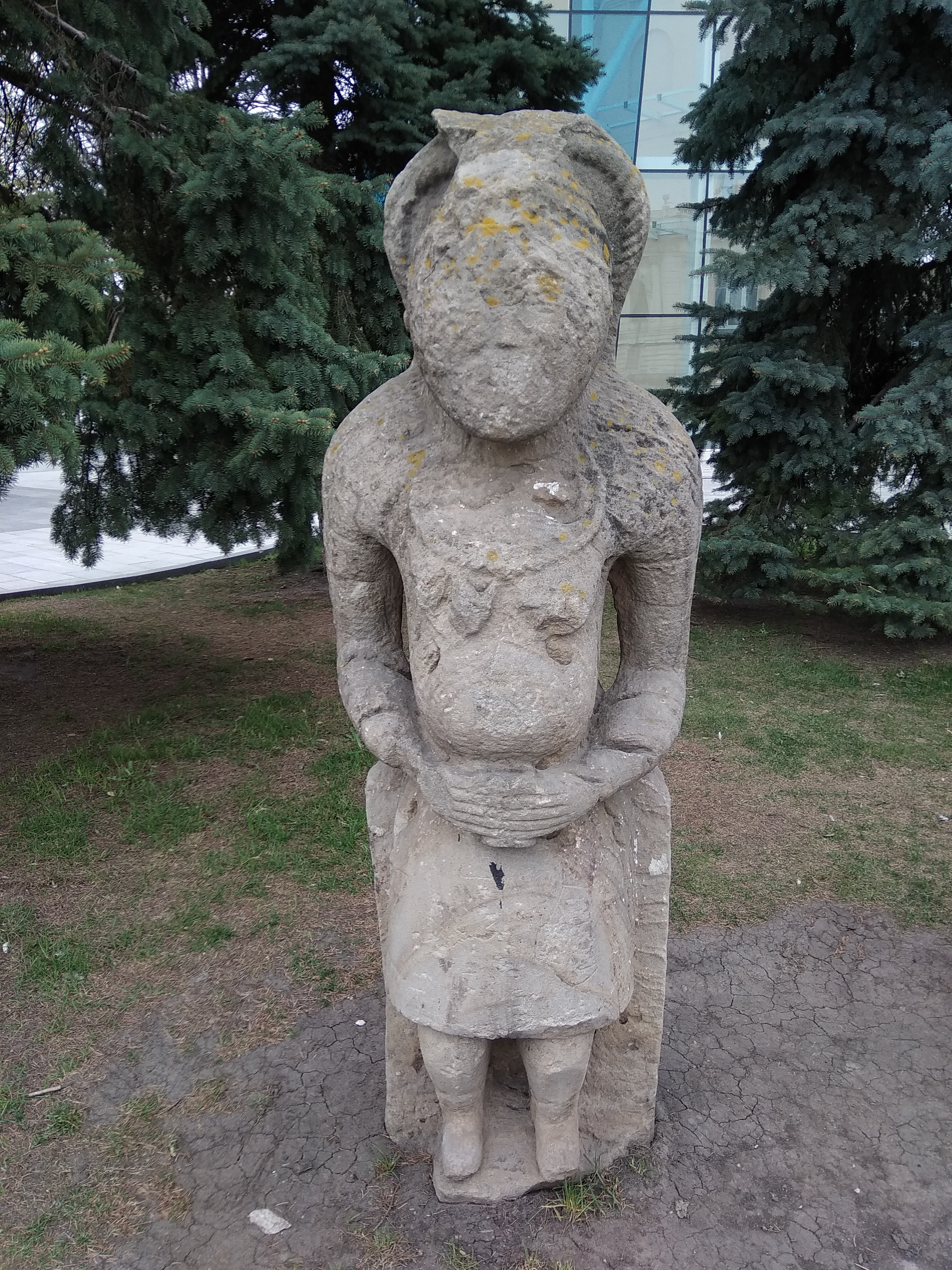

Les Statues des Coumans ou encore Statues Polovtsy sont des stèles monolithes de la civilisation turcique Coumans (ou Kipchaks) qui se retrouvent dans plusieurs pays d’Europe de l’Est, dont l’Ukraine. Ces stèles anthropomorphes en pierre sont des idoles païennes en forme de menhir de la période du XIe siècle au XIIIe siècle, coïncidant avec la disparition de cette civilisation à la suite de l’invasion mongole et leur islamisation. Ces statues sont connues sous le nom Baba (signifiant Ancêtre) dans les pays concernés.

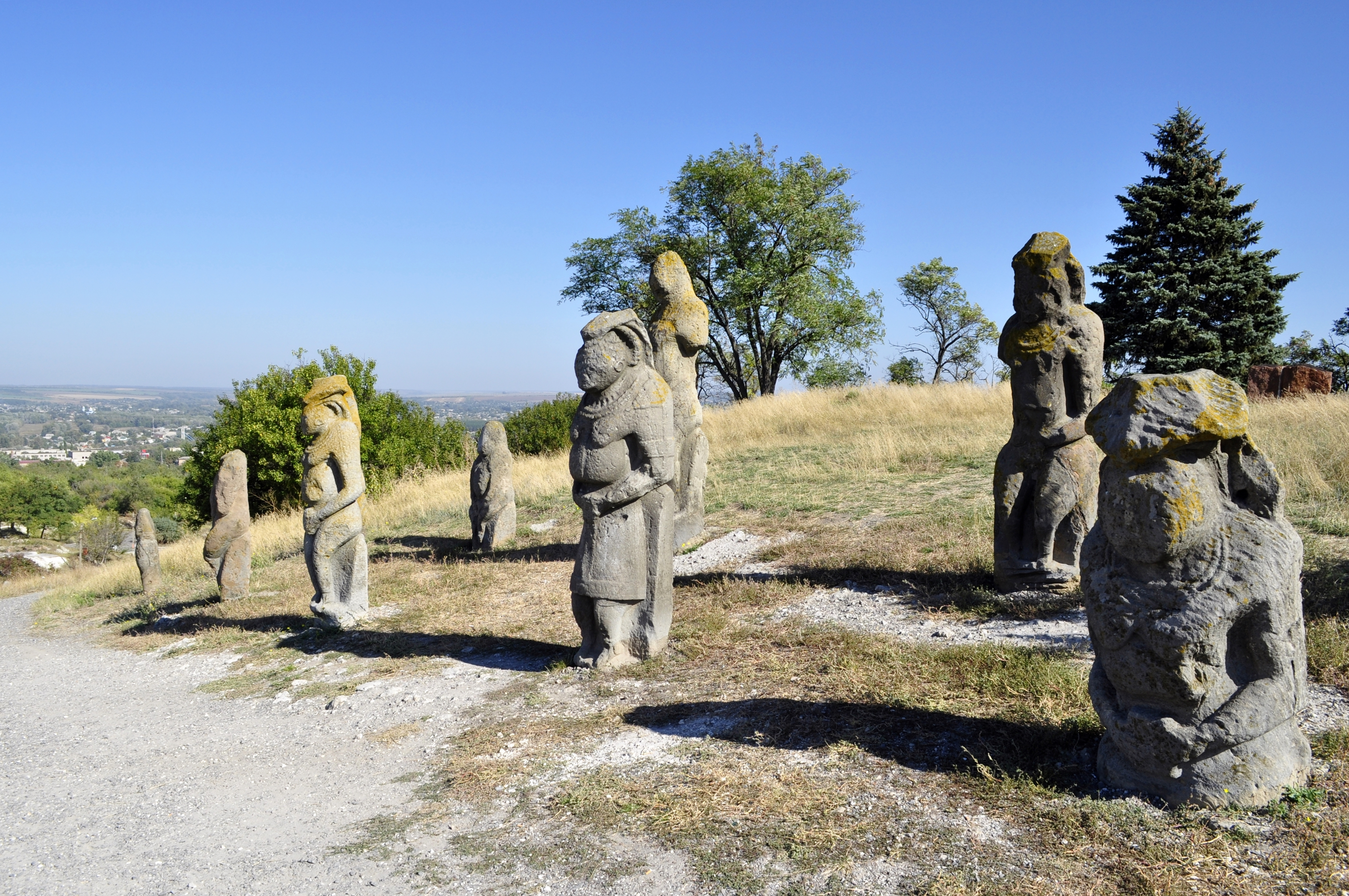
Sur le mont Kremenets près d'Izioum.

## Description

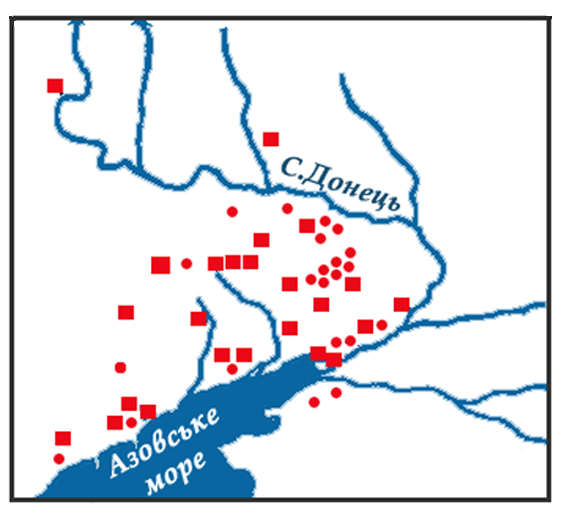
Sites autour du Donets.

La majorité des statues représentent des femmes. Les statues, en position debout ou assise, étaient placées sur des hauteurs et reliefs, en mémoire d’ancêtres. Elles étaient l’objet de rites religieux.
Les statues de femme portaient souvent des formes de coiffes de type saukele. 
Les statues d’hommes, moins fréquentes, portaient souvent des armes, sabres et arcs.